# كثافة التدفق الطيفي

شدة أشعة الشمس فوق الغلاف الجوي (كتلة الهواء 0) و تحت كتلة هوائية 5و1 (مثلما في فيينا أثناء أعلى ارتفاع للشمس) بالمقارنة بالانبعاث الطيفي للجسم الأسود المثالي عند درجة حرارة 5900 كلفن.

في التحليل الطيفي، كثافة التدفق الطيفي هي الكمية التي تصف المعدل الذي تنتقل به الطاقة عن طريق الإشعاع الكهرومغناطيسي عبر سطح حقيقي أو افتراضي، لكل وحدة مساحة وكل وحدة طول موجة (أو بمعنى آخر، لكل وحدة تردد). إنه مقياس إشعاعي وليس قياسًا ضوئيًا. في وحدات النظام الدولي يقاس وا ط. م−3 ، على الرغم من أنه قد يكون أكثر عمليا استخدام واط. م−2 نانومتر−1 أو واط. م−2 ميكرومتر−1 ، وعلى التوالي بواسطة واط · متر −2 · هيرتز −1 أو وحدة جانسكي Jansky unit ؛ أو وحدات التدفق الشمسي (أي باعتبار طيف ضوء الشمس). ترتبط مصطلحات الإشعاع، والإثارة الإشعاعية، والانبعاث الإشعاعي، والإشعاعية ارتباطًا وثيقًا بكثافة التدفق الطيفي.
تختلف المصطلحات المستخدمة لوصف كثافة التدفق الطيفي بين الحقول الفزيائية، بما في ذلك أحيانًا صفات مثل «كهرومغناطيسي» أو «إشعاعي»، وأحيانًا إسقاط كلمة «كثافة». تشمل التطبيقات:
- توصيف المصادر البعيدة التي لم يتم توضيحها مثل النجوم، والتي يتم مشاهدتها من نقطة مراقبة محددة مثل مرصد على الأرض.
- توصيف مجال إشعاعي كهرومغناطيسي طبيعي عند نقطة ما، ويتم قياسه هناك بأداة تجمع الأشعة من مجال كامل أو نصف كرة من المصادر البعيدة.
- تمييز شعاع إشعاعي كهرومغناطيسي محدد.

## كثافة التدفق القادم من «مصدر نقطي» غير واضح
بالنسبة لكثافة التدفق المتلقاة من «مصدر نقطي» بعيد غير متباين (غير واضح)، يجب أن تكون أداة القياس التي عادة ما تكون متداخلة على الرغم من عدم قدرتها على إظهار أي تفاصيل عن المصدر نفسه، تكون قادرة على استبيان تفاصيل كافية عن السماء حول المصدر النقطي بصريًا؛ ذلك فيما يتعلق بتسجيل الإشعاع القادم منه فقط، غير الملوث بالإشعاع من مصادر أخرى. في هذه الحالة  تكون كثافة التدفق الطيفي هي الكمية التي تصف المعدل الذي يتم به استقبال الطاقة المنقولة بواسطة الإشعاع الكهرومغناطيسي من مصدر النقطة الذي لم يتم توضيحه، لكل وحدة مساحة استقبال تواجه المصدر (أي لكل متر مربع) ولكل وحدة من حيز طول الموجة (تقاس بالمتر).
عند أي طول موجي معين λ ، يمكن تحديد كثافة التدفق الطيفي، Fλ ، من خلال الخطوات التالية:
- كاشف مناسب لمساحة المقطع العرضي 1 متر2 موجه مباشرة إلى مصدر الإشعاع.
- يتم وضع مرشح تمرير النطاق (نطاق أطوال الموجة) الضيق أمام الكاشف بحيث يصل إلى الكاشف فقط الإشعاع الذي يقع طوله الموجي في نطاق ضيق للغاية، Δ λ ، المتمركز على λ .
- يتم قياس معدل قياس الطاقة الكهرومغناطيسية بواسطة الكاشف.
- ثم يتم تقسيم هذا المعدل المقاس على Δ λ للحصول على القدرة المكتشفة لكل متر مربع لكل نطاق طول موجي.

غالبًا ما تُستخدم كثافة التدفق الطيفي ككمية على المحور y للرسم البياني الذي يمثل طيف مصدر الضوء، مثل نجم.

## كثافة تدفق المجال الإشعاعي عند نقطة قياس
هناك طريقتان رئيسيتان لتعريف كثافة التدفق الطيفي عند نقطة قياس في المجال الإشعاعي الكهرومغناطيسي. قد يكون أحدهما مناسبًا هنا يسمى «نهج المتجه»، والآخر «النهج القياسي». يشير تعريف المتجه إلى التكامل الكروي الكامل للإشعاع الطيفي (المعروف أيضًا باسم «الكثافة الإشعاعية المحددة») عند نقطة القياس، بينما يشير التعريف القياسي إلى العديد من التكاملات نصف الكروية الممكنة للإشعاع الطيفي (أو «الكثافة المحددة») عند نقطة القياس. يبدو أن تعريف المتجه مفضل للاستقصاءات النظرية لفيزياءالمجال الإشعاعي. كما يبدو أن التعريف القياسي مفضل للتطبيقات العملية.

### تعريف المتجه لكثافة التدفق - «كثافة التدفق الكروي الكامل»
يعرّف نهج المتجه كثافة التدفق على أنها متجه في نقطة من المكان والزمان يحددها المشاهد. لتمييز هذه الطريقة، يمكننا أن نتحدث عن «كثافة التدفق الكروي الكامل». في هذه الحالة يستطيع المشاهد تعيين القدر الظاهري magnetude واتجاه وكثافة التدفق عند النقطة المحددة. بالنسبة لمتجه كثافة التدفق، يمكن للمرء أن يكتب:
{\displaystyle \mathbf {F} (\mathbf {x} ,t;\nu )=\oint _{\Omega }\ I(\mathbf {x} ,t;\mathbf {\hat {n}} ,\nu )\,\mathbf {\hat {n}} \,d\omega (\mathbf {\hat {n}} )}
حيث {\displaystyle I(\mathbf {x} ,t;\mathbf {\hat {n}} ,\nu )} يشير إلى الإشعاع الطيفي (أو كثافة الإشعاع) عند النقطة {\displaystyle \mathbf {x} } في الوقت {\displaystyle t\!} والتردد {\displaystyle \nu \!} ؛ و {\displaystyle \mathbf {\hat {n}} } تشير إلى متجه وحدة متغير مع الأصل عند النقطة {\displaystyle \mathbf {x} } ؛ و {\displaystyle d\omega (\mathbf {\hat {n}} )} يشير إلى مقدار الزاوية الفراغية حول {\displaystyle \mathbf {\hat {n}} } ؛ و {\displaystyle \Omega \!} تشير إلى أن التكامل يمتد عبر النطاق الكامل للزوايا الفراغية للكرة.
رياضيًا، يُعرّف على أنه تكامل غير مرجح على الزاوية الصلبة للكرة الكاملة المحيطة، فإن كثافة التدفق هي الجزء الأول للإشعاع الطيفي (أو الكثافة المحددة) فيما يتعلق بالزاوية الفراغية عند القياس. ليس من الشائع إجراء «النطاق الكروي الكامل» لقياسات الإشعاع الطيفي (أو الكثافة المحددة) عند نقطة المشاهدة، كما هو مطلوب للتكامل الكروي الرياضي المحدد في التعريف الدقيق؛ ومع ذلك، يتم استخدام المفهوم في التحليل النظري للنقل الإشعاعي.
كما هو موضح أدناه إذا كان اتجاه متجه كثافة التدفق معروفًا مسبقًا بسبب التناظر، أي أن المجال الإشعاعي يتكون من طبقات بشكل موحد ومسطح، فيمكن قياس كثافة تدفق المتجه على أنه `` صافي التدفق '' ؛ عن طريق الجمع الجبري من قراءتين عدديتين متعاكستين في الاتجاه المعروف، عموديًا على الطبقات.
عند نقطة معينة في الفضاء، في حقل الحالة المستقرة، تكون كثافة تدفق المتجه - وهي كمية قياس إشعاعي - مساوية لمتجه مشير لمتوسط الوقت،  فهو كمية مجال كهرومغناطيسي.
ولكن، ضمن نهج المتجه للتعريف هناك العديد من التعريفات الفرعية المتخصصة. أحيانًا يكون المشاهد مهتمًا فقط في اتجاه معين، على سبيل المثال الاتجاه العمودي يشير إلى نقطة في الغلاف الجوي الكوكبي أو النجمي، لأن الغلاف الجوي هناك يعتبر هو نفسه في كل اتجاه أفقي، بحيث يكون المكون الرأسي فقط للتدفق هو محل الاهتمام. ثم يتم اعتبار المكونات الأفقية للتدفق على أنها تلغي بعضها البعض عن طريق التناظر تاركة فقط المكون الرأسي للتدفق على أنه غير صفري. في هذه الحالة  يفكر بعض علماء الفيزياء الفلكية من منظور التدفق الفيزيائي الفلكي (الكثافة)، الذي يعرّفونه على أنه المكون الرأسي للتدفق (من التعريف العام أعلاه) مقسومًا على الرقم π . وأحيانًا  يستخدم عالم الفيزياء الفلكية مصطلح Eddington flux للإشارة إلى المكون الرأسي للتدفق (للتعريف العام أعلاه) مقسومًا على الرقم 4π .

### التعريف العددي لكثافة التدفق - «كثافة التدفق نصف كروي»
يعرّف النهج القياسي كثافة التدفق على أنها دالة ذات قيمة رقمية لاتجاه ومكشاف في الفضاء يحددهما المشاهد في نقطة يحددها الباحث. في بعض الأحيان  يُشار إلى هذا النهج باستخدام مصطلح «تدفق نصف كروي». على سبيل المثال، محقق للإشعاع الحراري، المنبعث من مادة من الغلاف الجوي الساقطة على سطح الأرض، يهتم بالاتجاه الرأسي والتغير التنازلي في هذا الاتجاه. يفكر هذا الباحث في وحدة مساحة في مستوى أفقي، تحيط بالنقطة المحددة. وهو يريد معرفة الطاقة الكلية لكل الإشعاع الصادر من الغلاف الجوي أعلاه في كل اتجاه، منتشرًا بتوزيع تنازلي، الذي تتلقاه تلك الوحدة. بالنسبة لكثافة التدفق القياسي للاتجاه والمظهر الموصوفين، نستطيع أن نكتب:
{\displaystyle F(\mathbf {x} ,t;\nu )=\int _{\Omega ^{^{+}}}I(\mathbf {x} ,t;\mathbf {\hat {n}} ,\nu )\,\cos \,(\theta (\mathbf {\hat {n}} ))\,d\omega (\mathbf {\hat {n}} )}
حيث {\displaystyle \Omega ^{^{+}}} تشير إلى أن التكامل يمتد فقط على الزوايا الفراغية لنصف الكرة المحيطة؛ و {\displaystyle \theta (\mathbf {\hat {n}} )} يدل على الزاوية بين {\displaystyle \mathbf {\hat {n}} } والاتجاه المحدد. المصطلح {\displaystyle \cos \,(\theta (\mathbf {\hat {n}} ))} يحسب طبقا لـ قانون لامبرت. رياضيا الكمية {\displaystyle F(\mathbf {x} ,t;\nu )} ليست متجهًا لأنها دالة ذات قيمة رقمية موجبة للاتجاه والمظهر الموصوفين، في هذا المثال، للشكل العمودي الهابط. في هذا المثال، عندما ينتشر الإشعاع المُجمع بالمعنى التنازلي، يُقال إن المشاهد «ينظر إلى أعلى». يمكن إجراء القياس مباشرة باستخدام أداة (مثل مقياس الضغط البيرجوميتر) تجمع الإشعاع المقاس دفعة واحدة من جميع اتجاهات نصف الكرة التخيلية؛ في هذه الحالة، لا يتم إجراء التكامل المرجح لامبرت وجيب التمام للإشعاع الطيفي (أو كثافة محددة) رياضيًا بعد القياس؛ تم إجراء التكامل المرجح لامبرت وجيب التمام من خلال العملية الفيزيائية للقياس نفسها.

#### صافي التدفق
في الحقل الإشعاعي الأفقي المسطح ذي الطبقات المنتظمة، يمكن طرح التدفقات نصف الكروية، لأعلى ولأسفل، عند نقطة ما، لإنتاج ما يُسمى غالبًا التدفق الصافي . ثم صافي التدفق له قيمة مساوية لحجم متجه التدفق الكروي الكامل عند تلك النقطة، كما هو موضح أعلاه.

### مقارنة بين تعريفات المتجهات والعددية لكثافة التدفق
يتم تمثيل الوصف الإشعاعي للحقل الإشعاعي الكهرومغناطيسي عند نقطة في المكان والزمان بالكامل بالإشعاع الطيفي (أو الشدة المحددة) عند تلك النقطة. في المنطقة التي تكون فيها المادة متجانسة ويكون المجال الإشعاعي متناحٍ ومتجانس، دع الإشعاع الطيفي (أو الكثافة المحددة) يُشار إليه بـ I (x, t ; r1, ν) ، دالة ذات قيمة قياسية ν x و t و r1 و، حيث تشير r1 إلى متجه وحدة مع اتجاه وإحساس المتجه الهندسي r من نقطة المصدر P1 إلى الاكتشاف النقطة P2 ، حيث تشير x إلى إحداثيات P1 ، في الوقت t وتردد الموجة ν . ثم، في المنطقة، I (x, t ; r1, ν) تأخذ قيمة عددية ثابتة، والتي نشير إليها هنا بواسطة I في هذه الحالة، تكون قيمة كثافة تدفق المتجه عند P1 هي المتجه الصفري، بينما تأخذ كثافة التدفق القياسي أو نصف كروي عند P1 في كل اتجاه في كلتا الحالتين القيمة العددية الثابتة πI سبب القيمة πI هو أن التكامل نصف الكروي هو نصف التكامل الكروي الكامل، والتأثير المتكامل لزوايا حدوث الإشعاع على الكاشف يتطلب خفض تدفق الطاقة إلى النصف وفقًا لقانون لامبرت لجيب التمام؛ الزاوية الصلبة للكرة هي 4π .
تعريف المتجه مناسب لدراسة المجالات الإشعاعية العامة. تعد كثافة التدفق الطيفي العددية أو نصف الكروية ملاءمة للمناقشات من حيث نموذج الدفقين للحقل الإشعاعي، وهو أمر معقول بالنسبة للحقل المقسم بشكل منتظم في طبقات مسطحة، عندما يتم اختيار قاعدة نصف الكرة لتكون موازية لـ الطبقات، ويتم تحديد إحساس واحد أو آخر (لأعلى أو لأسفل). في مجال إشعاعي غير متماثل غير متجانس، فإن كثافة التدفق الطيفي المحددة على أنها دالة ذات قيمة قياسية للاتجاه والشعور تحتوي على معلومات اتجاهية أكثر بكثير من كثافة التدفق الطيفي المحددة على أنها متجه، ولكن يتم تحديد المعلومات الإشعاعية الكاملة عادةً على أنها إشعاع طيفي (أو شدة محددة).

## الشعاع الموازي
للأغراض الحالية، يمكن التعامل مع الضوء الصادر عن النجم، ولأغراض معينة، ضوء الشمس، على أنه شعاع موازٍ عمليًا، ولكن بصرف النظر عن هذا، نادرًا ما يوجد شعاع موازٍ في الطبيعة،  على الرغم من أن الحزم المنتجة صناعيا يمكن أن تكون موازية تقريبا. يعتبر الإشعاع الطيفي (أو شدة معينة) مناسبًا لوصف مجال إشعاعي غير متوازن. تكاملات الإشعاع الطيفي (أو شدة محددة) فيما يتعلق بالزاوية الفراغية - المستخدمة أعلاه، تكون مفردة للحزم الموازية تمامًا، أو يمكن اعتبارها وظائف ديراك دلتا. لذلك، فإن كثافة الإشعاع المحددة غير مناسبة لوصف الحزمة الموازية، في حين أن كثافة التدفق الطيفي مناسبة لهذا الغرض. عند نقطة داخل الحزمة الموازية، يكون لمتجه كثافة التدفق الطيفي قيمة مساوية لمتجه Poynting ،  وهي كمية محددة في نظرية ماكسويل الكلاسيكية للإشعاع الكهرومغناطيسي.

## كثافة التدفق الطيفي النسبي
مثلة

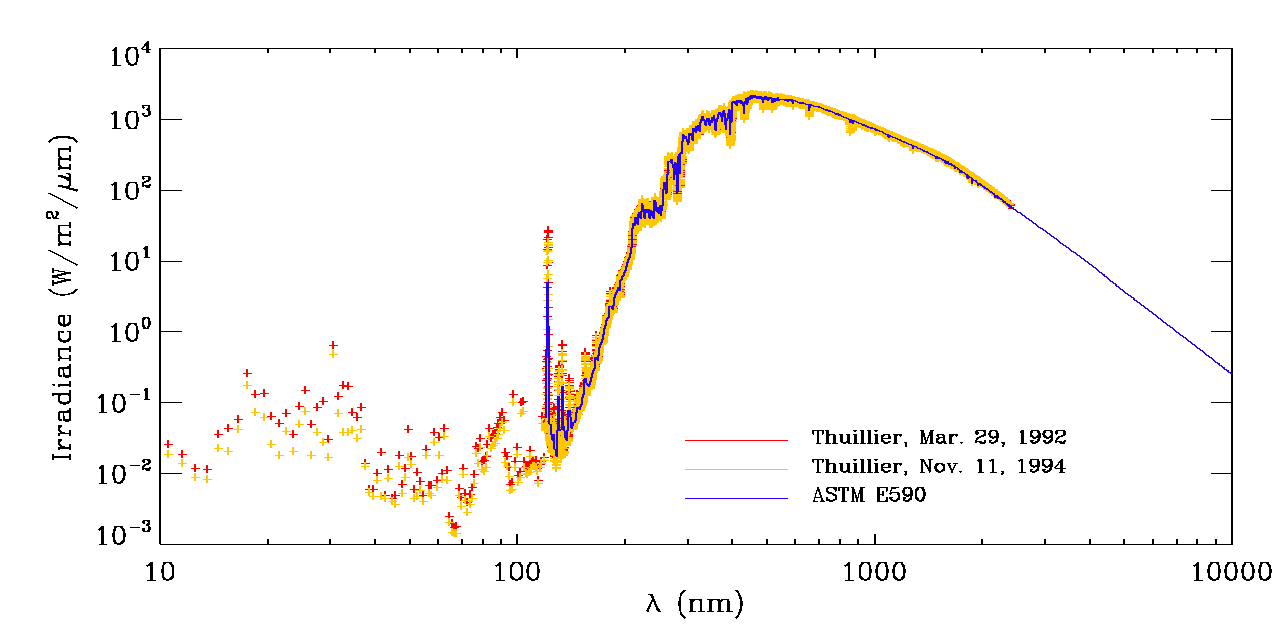
شدة طيف أشعة الشمس معطاة لوغاريتميا.

في بعض الأحيان يكون من الأنسب إجراء رسم بياني للطيف في هيئة محاور عمودية تُظهر كثافة التدفق الطيفي النسبية . في هذه الحالة، يتم التعبير عن كثافة التدفق الطيفي عند طول موجي معين ككسر من بعض القيم المرجعية المختارة بشكل اختياري. يتم التعبير عن كثافات التدفق الطيفي النسبية كأرقام بدون أي وحدات.
تُستخدم الأطياف التي توضح كثافة التدفق الطيفي النسبية عندما نكون مهتمين بمقارنة كثافات التدفق الطيفي للمصادر المختلفة؛ على سبيل المثال، إذا أردنا إظهار كيفية تغير طيف مصدر الجسم الأسود بتغير درجة الحرارة المطلقة، فليس من الضروري إظهار القيم المطلقة. كثافة التدفق الطيفي النسبية مفيدة أيضًا إذا أردنا مقارنة كثافة تدفق مصدر عند طول موجي واحد مع كثافة تدفق المصدر نفسه عند طول موجي آخر؛ على سبيل المثال، إذا أردنا أن نعرف كم يبلغ طيف الشمس ذروته في الجزء المرئي من الطيف الكهرومغناطيسي، فإن رسم بياني لكثافة التدفق الطيفي النسبي للشمس سيكون كافياً.